# Erc
Erc – klient IRC napisany w języku Emacs Lisp uruchamiany z poziomu Emacsa. Posiada wszystkie funkcje, których obecność jest potrzebna w kliencie IRC, ma budowę modularną i można go rozbudowywać za pomocą Emacs Lispa.